# Хайденхайм (район)
Хайденхайм (нем. Heidenheim) — район в Германии. Центр района — город Хайденхайм-на-Бренце. Район входит в землю Баден-Вюртемберг. Подчинён административному округу Штутгарт. Занимает площадь 627,12 км². Население — 134 761 чел. Плотность населения — 215 человек/км².
Официальный код района — 08 1 35.
Район подразделяется на 11 общин.

## Города и общины

### Города
1. Гинген-на-Бренце (20 260)
2. Хайденхайм-на-Бренце (49 784)
3. Хербрехтинген (13 128)
4. Нидерштотцинген (4 943)

### Общины
1. Дишинген (4 589)
2. Герштеттен (12 110)
3. Хермаринген (2 283)
4. Кёнигсброн (7 411)
5. Наттайм (6 362)
6. Зонтайм-на-Бренце (5 674)
7. Штайнхайм-ам-Альбух (8 935)

## Природные достопримечательности
- Штайнхаймский кратер
- Катценштайн — средневековый замок.